# معهد تأهيل الصيادين
يعتبر معهد تأهيل الصيادين بالخابورة إحدى مؤسسات التعليم العالي بسلطنة عُمان، والتابعة ل وزارة القوى العاملة ضمن نطق التعليم التقني والتدريب المهني، حيث افتتح المعهد الأول في ولاية الخابورة في عام الدراسي 2008- 2009، وإما المعهد الثاني في ولاية صلالة فقد تم الافتتاح الرسمي له في عام الدراسي 2009 2010، وذلك لرفد سوق العمل العُماني بمخرجات تحمل شهادة الدبلوم المهني في تخصصات القطاع السمكي، الذي يعد من أهم القطاعات الواعدة في السلطنة، وذلك لطوال السواحل العُمانية والتي تبلغ أكثر من (3165) كم، وكذلك بهدف الانتقال بمهنة الصيد من الصيد الحرفي التقليدي إلى الصيد التجاري، حيث تشتهر السلطنة بالعديد من الأصناف الجديدة والتي تحظى بأقبال جيد في السوق المحلية والخارجية على حد سوى، لتكون تخصصات معهد تأهيل الصيادين في الإرشاد السمكي وضبط الجودة والاستزراع السمكي وبناء وإصلاح السفن، وهندسة الصيد وتقنيات الملاحة ومعدات الصيد، ومع افتتاح معهد تأهيل الصيادين في ولاية صلالة تم إضافة التخصصات المهنية إليه وهي الهندسة الإلكترونية والهندسة الميكانيكية وهندسة التبريد والتكيف وهندسة اللحام وتشكيل المعادن، وتخصصات الدراسات التجارية في التسويق والمبيعات 

## قطاع الثروة السمكية
تعتبر قطاع الثروة السمكية في سلطنة عُمان ثاني أهم قطاع في الاقتصاد الوطني بعد النفط وتعد مصايد الأسماك مورداً غذائياً من أهم الموارد الطبيعية وقطاعاً من القطاعات الاقتصادية المهمة، حيث حقق إنتاج القطاع السمكي تحسناً كبيرا، ليواكب افتتاح معهدي تأهيل الصيادين مع إنشاء عدد من موانئ الصيد والخدمات الأساسية الأخرى لمصانع الثلج وورش إصلاح المحركات ومصانع القوارب ومرافق أخرى ضرورية أدت إلى تطور صناعة الصيد، أن كل هذه التطورات تشير إلى فرص استيعاب من القوى العاملة العمانية في المستقبل المنظور، حيث يعتبر الصيادون التقليديون العمود الفقري للصناعة السمكية في هذا القطاع، وقد تعلموا المهنة بالممارسة ولكن المصايد الحديثة تتطلب دراية أكبر بوسائل وأجهزة حديثة متقدمة خصوصاً فيما يتعلق بالميكنة ومعدات الصيد الإلكترونية والصيانة للأجهزة والأدوات المستخدمة، ليكون مشروع إنشاء المعهد يأتي في فترة زمنية بالغة الأهمية حيث ترتكز خطط السلطنة على تنويع مصادر الدخل القومي عن طريق الاعتماد على القطاعات الأخرى غير النفطية، ويأتي قطاع الثروة السمكية في مقدمة هذه القطاعات لما يمتاز به عن غيره بقابلية للتجديد والاستمرار، ولمقدرته على النمو سواء على مستوى الإنتاج ومساهمته في الدخل القومي أو في مقدرته على استيعاب عدد أكبر من العمالة الوطنية المؤهلة والمدربة

## نبده عن المعهد
تتمثل مهمة المعهد في خلق مجتمع سمكي متنور ملما بوسائل الصيد الحديثة لاستغلال أفضل للثروة السمكية وبأسلوب راشد وحكيم للمحافظة على هذه الثروة والعمل على استيعاب العديد من الشباب العماني الحاصلين على شهادة دبلوم التعليم العام أو ما يعادلها لتكوين كوادر وطنية تعمل في الإرشاد السمكي وضبط الجودة والاستزراع السمكي وبناء وإصلاح السفن وعلى سفن الصيد البحري التي تمارس أنشطتها في المياه المحدودة(الإقليمية) وغير المحدودة(الدولية) وكذلك أنشطة مساعدة ومتممة أخرى، ليختص معهد تأهيل الصيادين في تقنيات الملاحة ومعدات الصيد وتقنية هندسة الصيد والميكنة البحرية، وتشتمل كوادر القيادة الخاصة في مجال صيد الأعماق نظراً للطبيعة الجغرافية الخاصة لسواحل المنطقة من حيث الأعماق والانفتاح على المحيط الهندي مما يتطلب استخدام السفن المتوسطة والكبيرة الحجم والمتعددة الأغراض. وكذلك يضم المعهد تخصصات مهنية في الكهرباء العامة والالكترونيات والتبريد والتكييف والميكانيكا العامة والبيع التخصصي للإناث

### معهد تأهيل الصيادين بولاية الخابورة
فتح معد تأهيل الصيادين بولاية الخابورة أبوابه في العام الدراسي 2008/2009، ليخدم أبناء ولايات السلطنة وليستوعب مخرجات شهادة الدبلوم العام، ليضم خمسة أقسام علمية تسهم في رفد السوق بالعديد من المخرجات الحاصلة على شهادة الدبلوم المهني في تخصصات الإرشاد السمكي وضبط الجودة والاستزراع السمكي وبناء وإصلاح السفن، وهندسة الصيد وتقنيات الملاحة ومعدات الصيد، بالإضافة إلى تنظيم العديد من الدورات في صيانة المحركات البحرية ومعدات الصيد واستخدام التقنيات الحديثة في الصيد للعديد من الصيادين الحرفين في مختلف ولايات السلطنة وذلك لمواكب النقلة النوعية التي يشهد قطاع الثروة السمكية في السلطنة .

### معهد تأهيل الصيادين بولاية صلالة
يعتبر معهد تأهيل الصيادين بولاية صلالة إضافة لخطة النمو في قطاع الثروة السمكية في سلطنة عُمان، حيث يسعى المعهد إلى مواكبة هذا النمو من خلال تطوير مهارات العاملين في هذا القطاع من خلال دراسة تخصصات الإرشاد السمكي وضبط الجودة، وتقنيات الملاحة ومعدات الصيد، وهندسة الصيد، بالإضافة إلى التخصصات المهنية في الهندسة الإلكترونية والهندسة الميكانيكية وهندسة التبريد والتكيف وهندسة اللحام وتشكيل المعادن، وتخصصات الدراسات التجارية في التسويق والمبيعات .